# Pont-de-Ruan
Pour les articles homonymes, voir Pont (toponyme).
Pont-de-Ruan est une commune française située dans le département d'Indre-et-Loire, en région Centre-Val de Loire. Comptant plus de mille habitants en 2015, elle est intégrée au sein de la communauté de communes Touraine Vallée de l'Indre.

## Géographie
| Druye |              | Artannes-sur-Indre |
|       | Pont-de-Ruan |                    |
| Saché |              | Thilouze           |

### Hydrographie

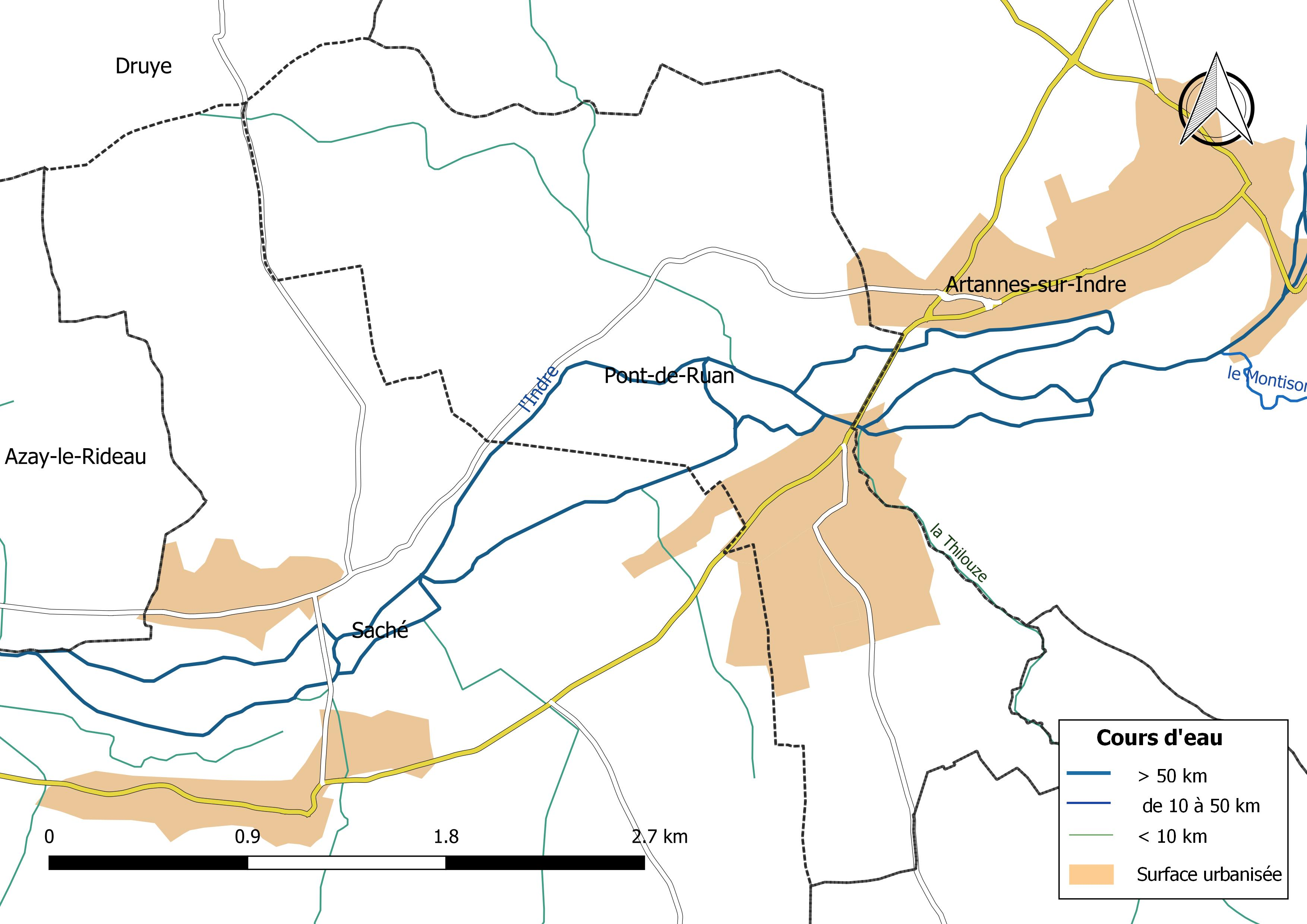
Réseau hydrographique de Pont-de-Ruan.

La commune est traversée par l'Indre (1,897 km). Le réseau hydrographique communal, d'une longueur totale de 7,92 km, comprend également cinq petits cours d'eau dont la Thilouze (0,579 km),.
L'Indre, d'une longueur totale de 279,4 km, prend sa source à une altitude de 453 m sur le territoire de Saint-Priest-la-Marche dans le  département du Cher et se jette dans la Loire à Avoine, après avoir traversé 58 communes. Les crues de l'Indre sont le plus souvent de type inondation de plaine. Sur le plan de la prévision des crues, la commune est située dans le tronçon de l'Indre tourangelle, dont la station hydrométrique de référence la plus proche est située à  Monts. Le débit mensuel moyen (calculé sur 14 ans pour cette station) varie de 4,51 m3/s au mois de septembre à 34 m3/s au mois de février. Le débit instantané maximal observé sur cette station est de 236 m3/s le 2 juin 2016, la hauteur maximale relevée a été de 5,56 m ce même jour,.
Ce cours d'eau est classé dans les listes 1 et 2 au titre de l'article L. 214-17 du code de l'environnement sur le Bassin Loire-Bretagne. Au titre de la liste 1, aucune autorisation ou concession ne peut être accordée pour la construction de nouveaux ouvrages s'ils constituent un obstacle à la continuité écologique et le renouvellement de la concession ou de l'autorisation des ouvrages existants est subordonné à des prescriptions permettant de maintenir le très bon état écologique des eaux. Au titre de la liste 2, tout ouvrage doit être géré, entretenu et équipé selon des règles définies par l'autorité administrative, en concertation avec le propriétaire ou, à défaut, l'exploitant,.
Sur le plan piscicole, l'Indre est classée en deuxième catégorie piscicole. Le groupe biologique dominant est constitué essentiellement de poissons blancs (cyprinidés) et de carnassiers (brochet, sandre et perche).
En 2019, la commune est membre de la communauté de communes Touraine Vallée de l'Indre qui est elle-même adhérente au syndicat d'aménagement de la vallée de l'Indre. Créé par arrêté préfectoral du 12 septembre 1985 à la suite des crues historiques de décembre 1982 et janvier 1983, ce syndicat a pour vocation d'une part l'atteinte du bon état écologique des cours d'eau par des actions de restauration de zones humides et des cours d'eau, et d'autre part de participer à la lutte contre les inondations par des opérations de sensibilisation de la population ou de restauration et d'entretien sur le lit mineur, et sur les fossés situés dans le lit majeur de l'Indre appelés localement « boires », et de l'ensemble des cours d'eau du bassin versant de l'Indre.

### Climat
Pour des articles plus généraux, voir Climat du Centre-Val de Loire et Climat d'Indre-et-Loire.
En 2010, le climat de la commune est de type climat océanique dégradé des plaines du Centre et du Nord, selon une étude du CNRS s'appuyant sur une série de données couvrant la période 1971-2000. En 2020, Météo-France publie une typologie des climats de la France métropolitaine dans laquelle la commune est exposée à un climat océanique altéré et est dans la région climatique Moyenne vallée de la Loire, caractérisée par une bonne insolation (1 850 h/an) et un été peu pluvieux.
Pour la période 1971-2000, la température annuelle moyenne est de 11,2 °C, avec une amplitude thermique annuelle de 14,6 °C. Le cumul annuel moyen de précipitations est de 696 mm, avec 10,8 jours de précipitations en janvier et 6,5 jours en juillet. Pour la période 1991-2020, la température moyenne annuelle observée sur la station météorologique de Météo-France la plus proche, sur la commune de Cheillé à 9 km à vol d'oiseau, est de 12,3 °C et le cumul annuel moyen de précipitations est de 778,9 mm,. Pour l'avenir, les paramètres climatiques de la commune estimés pour 2050 selon différents scénarios d'émission de gaz à effet de serre sont consultables sur un site dédié publié par Météo-France en novembre 2022.
25 janvier 1579 : "grand tremblement de terre à 7 heure du matin"
1615 : "cette année, les neiges ont été plus grandes qu'elles ne furent de cinquante ans , car l'ordinaire était de deux pieds de haut".
1616 : "fut vu en novembre et décembre une étoile chevelue appelée comète, laquelle se paraissait trois ou quatre heures avant le jour".
Dimanche 29 mai 1644 : "ce jour arriva une si grande quantité de grêlons, la plupart aussi gros que des œufs de poulette que le sigles d'orges et vignes et arbres à fruits furent presque tous détruits".
1751 : "dans la nuit du 14 au 15 mars, il s'éleva un vent si impétueux et si véhément qu'il réserva plusieurs granges et maisons et un nombre infini de cheminées, arracha des ormeaux d'un siècle, des arbres de toutes espèces. Le clocher de Saché, qui était en ruines, s'écroula sur le chœur, la nef fut détruite en poussière e tla charpente brisée. Cet ouragan précipita la perte du prieuré de Relay, si florisant au Moyen-Age".
1770 : "la nuit du 26 au 27 novembre, la rivière de l'Indre a crû en six heures de temps au loins de dix pieds et dans le plus des six heures de cinq pieds ce qui fait plus de quinze pieds et cette crue a été si forte que nul homme sur la terre n'en a vu de semblable. En un mot, on n'a jamais vu un cri si général, les uns sauvant au faîte des maisons, les autres à la cime des arbres".

## Urbanisme

### Typologie
Au 1er janvier 2024, Pont-de-Ruan est catégorisée petite ville, selon la nouvelle grille communale de densité à sept niveaux définie par l'Insee en 2022.
Elle appartient à l'unité urbaine de Monts, une agglomération intra-départementale regroupant quatre  communes, dont elle est une commune de la banlieue,,. Par ailleurs la commune fait partie de l'aire d'attraction de Tours, dont elle est une commune de la couronne,. Cette aire, qui regroupe 162 communes, est catégorisée dans les aires de 200 000 à moins de 700 000 habitants,.

### Occupation des sols
L'occupation des sols de la commune, telle qu'elle ressort de la base de données européenne d’occupation biophysique des sols Corine Land Cover (CLC), est marquée par l'importance des territoires agricoles (50 % en 2018), en diminution par rapport à 1990 (52,7 %). La répartition détaillée en 2018 est la suivante : 
forêts (37,2 %), terres arables (25,1 %), prairies (24,9 %), zones urbanisées (9,6 %), espaces verts artificialisés, non agricoles (3,3 %). L'évolution de l’occupation des sols de la commune et de ses infrastructures peut être observée sur les différentes représentations cartographiques du territoire : la carte de Cassini (XVIIIe siècle), la carte d'état-major (1820-1866) et les cartes ou photos aériennes de l'IGN pour la période actuelle (1950 à aujourd'hui).

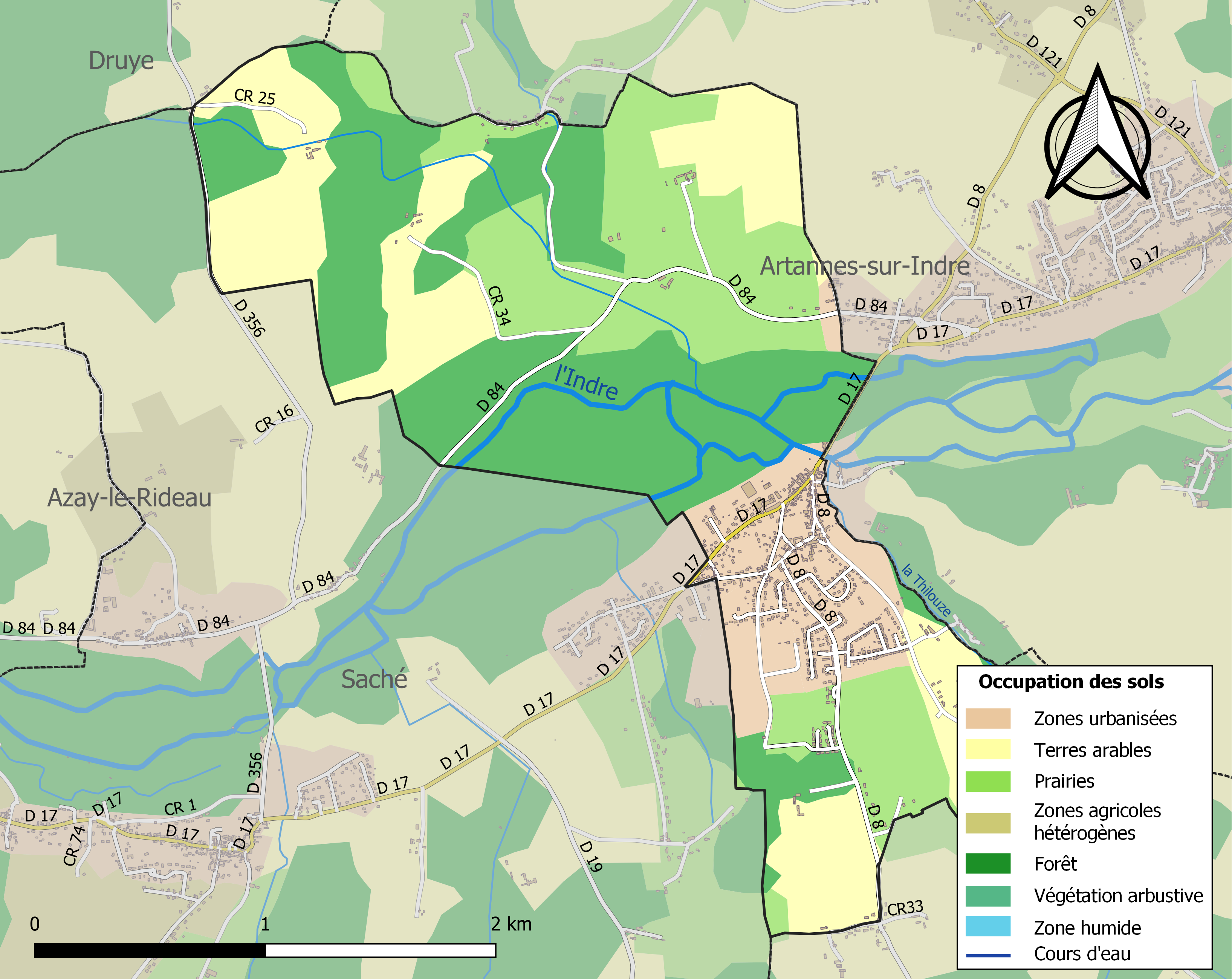
Carte des infrastructures et de l'occupation des sols de la commune en 2018 (CLC).

### Risques majeurs
Le territoire de la commune de Pont-de-Ruan est vulnérable à différents aléas naturels : météorologiques (tempête, orage, neige, grand froid, canicule ou sécheresse), inondations et séisme (sismicité faible). Un site publié par le BRGM permet d'évaluer simplement et rapidement les risques d'un bien localisé soit par son adresse soit par le numéro de sa parcelle.
Certaines parties du territoire communal sont susceptibles d’être affectées par le risque d’inondation par débordement de cours d'eau, notamment l'Indre. La commune a été reconnue en état de catastrophe naturelle au titre des dommages causés par les inondations et coulées de boue survenues en 1982, 1983, 1985, 1999 et 2016,.

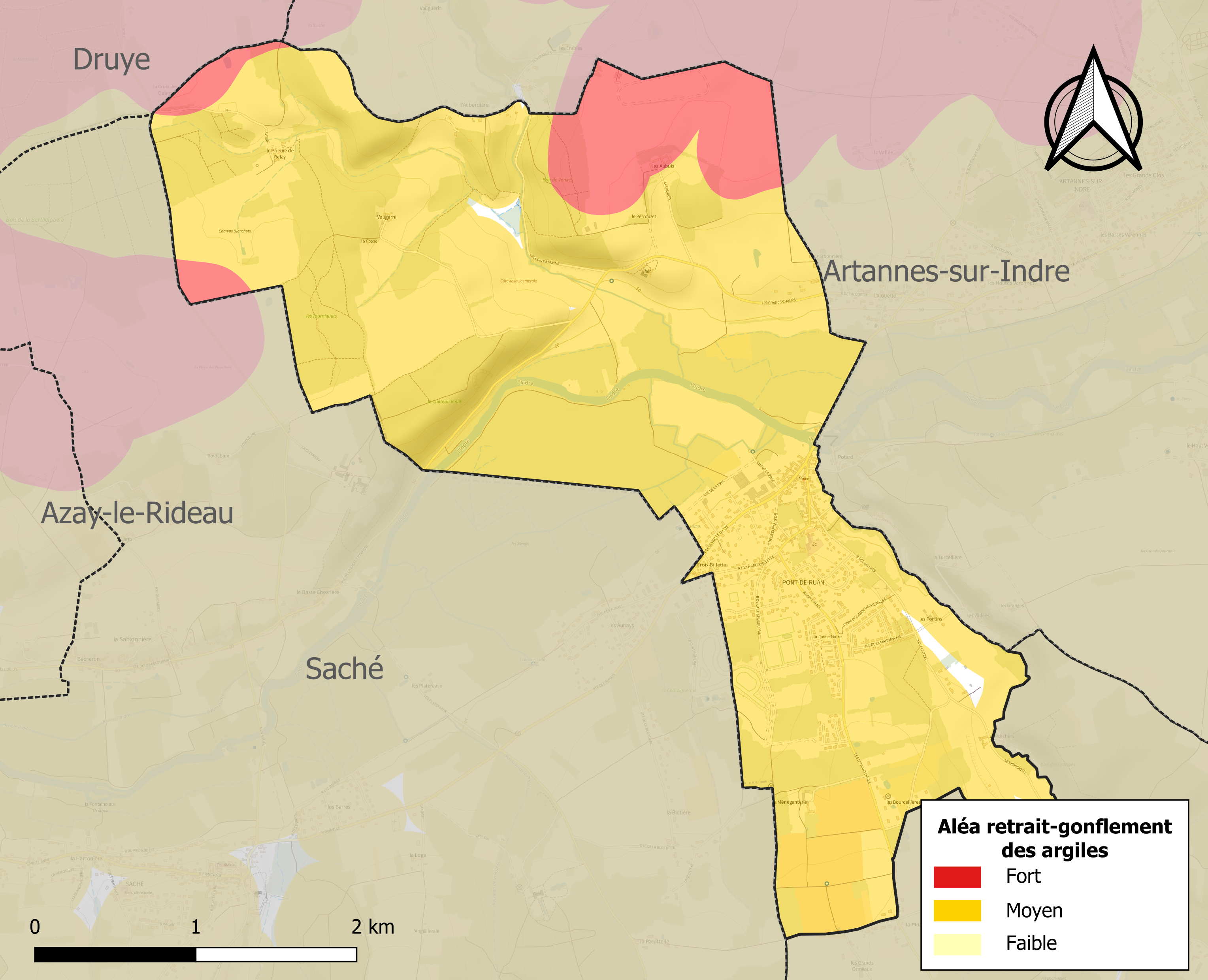
Carte des zones d'aléa retrait-gonflement des sols argileux de Pont-de-Ruan.

Le retrait-gonflement des sols argileux est susceptible d'engendrer des dommages importants aux bâtiments en cas d’alternance de périodes de sécheresse et de pluie. 99,2 % de la superficie communale est en aléa moyen ou fort (90,2 % au niveau départemental et 48,5 % au niveau national). Sur les 468 bâtiments dénombrés sur la commune en 2019, 464 sont en aléa moyen ou fort, soit 99 %, à comparer aux 91 % au niveau départemental et 54 % au niveau national. Une cartographie de l'exposition du territoire national au retrait gonflement des sols argileux est disponible sur le site du BRGM,.
Concernant les mouvements de terrains, la commune a été reconnue en état de catastrophe naturelle au titre des dommages causés par la sécheresse en 2011 et par des mouvements de terrain en 1983 et 1999.

## Toponymie
Au cours des siècles, le nom du village a changé de très nombreuses fois. Pont-de-Ruan a porté en particulier les noms de Rotomagos (toponyme gaulois désignant "le marché du gué"; magos = marché et ritu = gué), Ritomagum (au temps des romains), Pons Rotomagi (au XIIIe siècle), puis Roenum, paroisse de Ruan, Pont de Ruen au XVIIIe siècle (carte de Cassini) et enfin Pont-de-Ruan.
Sources : (Grégoire de Tours, Histoire des Francs, Liv. X, ch. 31) ; Apud Roen, début XIIIe s. (cartulaire de l’archevêché de Tours, t. 2, n° 312, Livre de Eschequeste, p. 306) ; Radulphus Chebel, de parochia de Ponte Ruami, 1247 (Archives Nationales- JJ 274, Querimoniae Turonum, n° 938) ; Garinus Pagani, de parrochia de Ruam, 1247 (Archives Nationales- JJ 274, Querimoniae Turonum, n° 1137) ; Garinus Pagani, de parrochia de Roam, 1247 (Archives Nationales- JJ 274, Querimoniae Turonum, n° 1143) ; Radulphus Cheder, de parrochia de Ponte Ruanni, 1247 (Archives Nationales- JJ 274, Querimoniae Turonum, n° 1150) ; Radulphus Chebeil, de Ruan, 1247 (Archives Nationales- JJ 274, Querimoniae Turonum, n° 1396) ; Mathaeus Loche, parrochianus de Ponte de Roen, 1247 (Archives Nationales- JJ 274, Querimoniae Turonum, n° 1407) ; Ad Pontem Rotomagi, début XIIIe s. (cartulaire de l’archevêché de Tours, t. 2, n° 312, Livre de Eschequeste, p. 294) ; Au Pont de Ruan, 8 juin 1367 (Cartulaire de l’archevêché de Tours, t. 2, p. 155, charte 245) ; Pont de Ruan, février 1396 (Archives Nationales-JJ 149, n° 105, fol. 68) ; Paroisse de Ruan, 1467, 1510 (Archives Départementales d'Indre-et-Loire-H, ; Pont de Ruen, XVIIIe s. (carte de Cassini).

## Histoire
La découverte en 1964 d’un vase romain sur le site des Aulnays confirme une présence gallo-romaine sur la rive gauche de l’Indre au niveau de Pont-de-Ruan. Le gué sur l’Indre et la voie romaine « Via Aquitania » tracés par les ingénieurs romains ont fait très tôt de Pont-de-Ruan un lieu de passage et de commerce (voir section patronyme : rotomagos = marché du gué). Le protecteur du gué était le Dieu romain Apollon, à qui la bienveillance était demandée en laissant quelques piécettes en traversant la rivière. Les musées de Touraine possèdent une clef et un morceau de dague datant de l’époque gallo-romaine, découverts dans le lit de la rivière au niveau de l’ancien gué. La christianisation précoce de la région et du village en particulier (l’église de la Sainte Trinité, consacrée en 444, fait de ce lieu l’une des plus anciennes églises de la région), ont transformé le culte d’Apollon en culte chrétien dédié à sainte Apolline, patronne des dentistes, d’où la présence de l’oratoire près du pont et un vitrail dans l’église dédiés à cette sainte.
Passage de voies romaines, les premiers temps du village ont vu se croiser la Via Aquitania (voie très importante allant du Nord au Sud) et la Voie transversale Vetuta (menant à Chinon) au carrefour de la Corne d’Or. Idéalement situé à 20 km de Tours, le village devint très tôt une étape pour les pèlerins partant vers le Sud pour Saint-Jacques-de-Compostelle, ou remontant vers le Nord pour se rendre à Tours sur la tombe de saint Martin. Et la Corne d’Or marque le souvenir d’une auberge recevant les pèlerins de Saint-Jacques-de-Compostelle jusqu’en 1750.
La fin de l’époque romaine et le début du Moyen Âge virent le passage de hordes, dites barbares, sur la Via Aquitania. Ces multiples incursions ont conduit à de nombreux pillages, incendies et autres dégâts.
Pour se protéger de ces dangers, les habitants construisirent des souterrains-refuges taillés dans le coteau bordant l’Indre. Les galeries de Château-Robin étaient une succession de boyaux, chausse-trappes aboutissant à des pièces où s’abritaient les familles et leurs vivres. Il existe des plans très précis de ces galeries aujourd’hui condamnées et uniquement fréquentées par des colonies de chauves-souris.
Il est très possible que le coup d’arrêt porté en octobre 732 aux éclaireurs les plus avancés des incursions arabes se soit déroulé au nord du village, sur un lieu-dit « Les Landes de Charlemagne ». Si tel est le cas, ces incursions sont passées par le gué du village.
La période féodale est une succession de périodes plus calmes et prospères, avec des périodes de troubles et de conflits de pouvoir entre seigneurs. C’est à cette époque qu’est construite sur le coteau, en aplomb des galeries-refuges de Château-Robin, une motte féodale comprenant un fossé (encore visible aujourd’hui) et une tour en bois permettant l’observation de la vallée de l’Indre.
Grâce à une période prolongée de paix du XIe au XIIe siècle, le village, comme le reste de la région, connurent une période de progrès et de prospérité.
L’Indre n’ayant jamais été navigable, elle fut très tôt aménagée. Les premières traces d’activités de meunerie datent de 1192. Un premier pont en bois est construit pour franchir la rivière dont le niveau avait augmenté après la création de premières retenues d’eau pour alimenter les moulins. Le nom du village devient alors Pons Rotomagi.
La route redevint très passante avec des commerçants mais aussi des pèlerins souvent hébergés dans l’église. Les nombreux travaux de défrichement permirent l’implantation de nouvelles habitations dans les lieux-dits nés de cette époque : la Ménégenterie, les Pontins, Vonnes, les Porchers, l’Auberdière ou Vaugarni…
La guerre de Cent Ans (1337-1453) et la peste noire (1347-1351) mirent un coup d’arrêt à ces deux siècles de prospérité et de progrès. La région ne fut pas épargnée avant que des jours meilleurs ne pointent avec l’arrivée à Chinon de Jeanne d’Arc le 23 février 1429. La tradition locale dit que Jeanne d’Arc serait passée par le lieu-dit La Croix des Quarts proche de Relay, voire peut-être même dans l’enceinte du Prieuré.
La fin du Moyen Âge vit une nouvelle reconstruction du pont, et la construction de maisons en pierre de tuffeau plutôt qu’en bois. La maison au bord de l’Indre, appelée « La Seigneurie », propriété de René Savary, Seigneur de Saché, vassal des comtes de Sainte-Maure, devint maison de péage. Cette dernière devint également la maison du gardien du pont qui se devait « de faire mettre en bon état ledit pont, en sorte que, soit à pied, soit à cheval ou charrette, l’on puisse y commodément passer ».
Par chance et hasard, le village fut globalement épargné par les guerres de Religion (1562-1598) hormis le passage en 1569 de l’armée catholique conduite par le Duc d’Anjou, frère du roi Charles IX. Cette armée était formée de « dix mille hommes à pied, trois mille reîtres allemands, deux mille arquebusiers espagnols et mille italiens envoyés par le Pape ».
Le village et ses proches environs virent la construction de plusieurs « belles maisons » comme Vonnes (bâti vers 1615), La Grand’Maison dit Belle-Croix (ancien couvent dominicain du XVIIIe), un manoir du XVe derrière l’église (ayant au fil du temps servi de presbytère, d’école, et abritant maintenant des logements), ou encore le manoir des Aubuis, appelé en un premier temps Manoir d’Enfer (qui était une dépendance du Prieuré de Relay en 1475, et devenu un manoir privé au XVIIIe avec la construction de 2 ailes ajoutées au pavillon existant) ; on note également que Vaugarni était un fief appartenant à Jean de Berruyer en 1455 et cédé au Prieuré de Relay en 1639.
Entre 1579 et 1770, plusieurs évènements climatiques extrêmes furent enregistrés : tremblement de terre en 1579, chutes exceptionnelles de neige en 1615, tempête de grêle le 29 mai 1644, ouragan dans la nuit du 14 au 15 mars 1751 et crue gigantesque en 1770. Un loup fut même tué par un nommé Malapert dans son jardin à Artannes-sur-Indre à une lieue de Pont-de-Ruan !
En 1787, la paroisse de Pont-de-Ruan ne comptait que 60 « feux », soit environ 200 habitants. En 1790, le village devient « commune de Pont-de-Ruan » et Vincent Marquis en devint le premier maire. L’Assemblée Constituante demandant la levée et la formation d’une Garde Nationale, le village ne comptait que « 33 hommes en état de porter les armes sur 52 hommes actifs ». Trop peu pour constituer un effectif suffisant, le maire de Pont-de-Ruan demanda à celui d’Artannes-sur-Indre de « se joindre à la vôtre et conjointement et sans distinction avec Artannes et reconnaître vôtre drapeau ». Les citoyens d’Artannes acceptèrent et il fut convenu « que les deux communes ne formeraient qu’un seul corps ».
Les biens du clergé furent vendus tels que le Prieuré de Relay (succursale de Fontevraud) et ses terres, le presbytère et la chapelle Sainte-Apolline. Le nouveau maire, Vincent Marquis, se porta acquéreur de plusieurs de ces biens.
La révolution voulut réduire le nombre des communes jugées trop nombreuses. Artannes-sur-Indre tenta un regroupement avec une partie de Monts, Pont-de-Ruan, Saché et Druye mais ne put obtenir gain de cause.
Après le coup d’État de Bonaparte du 18 brumaire 1799, le pays fut réorganisé. Les maires et ses conseillers furent désormais nommés par les préfets qui devenaient alors de véritables gouverneurs des départements. Le pont du village est une nouvelle fois reconstruit par un entrepreneur privé à qui l’État propose 16 années de péage en contrepartie des travaux effectués. La voie romaine est définitivement abandonnée au profit d’une route départementale, la multiplication des routes facilitant le désenclavement des campagnes. Vu le manque général de prêtres, l’église de Pont-de-Ruan fut confiée au curé de Saché.
Le siècle est marqué par les fréquents passages d’Honoré de Balzac (1799-1850) dans ses déplacements entre Tours et Saché. Il décrit le village dans de nombreux livres comme « Le médecin de campagne » paru en 1833 et « Le lys dans la vallée » paru en 1835 (dans lequel le manoir de Vonnes est appelé Clochegourde). La silhouette de Balzac installée dans le jardin du petit moulin rappelle le lien entre l’écrivain et Pont-de-Ruan.
À l’élection présidentielle de 1848, l’ensemble des 86 votants du village plébiscitent Louis-Napoléon Bonaparte !
Aux XVIIIe et XIXe siècles, le village se lance dans l’élevage du ver à soie avec la plantation de mûriers mais l’expérience ne dure que quelques années (fin de la sériciculture tourangelle à cause des maladies du ver, du monopole de la région lyonnaise et du désintérêt de la bourgeoisie pour des matériaux moins chers) ; il existe entre autres une magnanerie aux Aubuis dès 1729. Au cours du XIXe siècle, les moulins devinrent l’activité industrielle principale du village autour de la fabrication de farines.
La IIIe République et la guerre de 1870 touchèrent le village comme en témoigne le registre municipal du 18 septembre 1870 : « Le Conseil réuni sous la présidence de M. Meneau, maire, délibère à l’unanimité faire acte d’adhésion au Gouvernement de la Défense Nationale. Le Conseil est prêt à tous les sacrifices qu’exige la continuation de la lutte et apportera son concours aux patriotes dévoués qui se sont chargés de la périlleuse mission de chasser les envahisseurs ». L’occupation allemande ne dura que du 2 février au 10 mars 1871.
La période entre 1870 et 1914 fut marquée par quelques évènements importants pour la commune :
- La résurrection en 1875 par l’abbé Dechezelles du pèlerinage de la Sainte Trinité. Au cours de ce pèlerinage, les pèlerins venaient à Pont-de-Ruan pour se tremper dans la fontaine sacrée et soigner rhumatismes et arthrites. L’abbé décida de donner une grande expansion à cette ancienne coutume. Il fit imprimer des fascicules détaillant ce pèlerinage des trois dimanches de la Trinité entre mai et juin de chaque année. Le succès fut immédiat et on peut lire : « Pendant les trois dimanches de la Trinité, dès l’aube, vous voyez les rues du bourg se couvrir de pèlerins se dirigeant avec empressement vers la Fontaine Sacrée. Un grand nombre descendent en entier au fond, masqués par des toiles qui font clôture. C’est l’usage avant le bain d’y boire trois fois après avoir fait le signe de croix ».
- Vers 1900, Mme Blain, femme énergique, rassembla une activité de fabrication de beurre, de caséine et de fromages. Cette activité fut reprise et industrialisée en 1924 pour créer la Cloche d’Or encore en activité aujourd’hui.
- En 1910, une crue centennale dévasta toute la région, et le centre du village fut totalement dévasté. Seules les barques permettaient encore de circuler.
- Avant 1914, Paul Foste, meunier du village, eut l’idée de faire installer des dynamos fonctionnant grâce à l’énergie fournie par la roue du moulin. Cette production électrique permit aux habitants du village (et du village voisin) de pouvoir s’éclairer très tôt avec des ampoules à filaments.
- Enfin, à la même époque, le progrès industriel étant en plein essor, un projet de construction d’une ligne de tramway fut envisagé entre Tours et le camp militaire du Ruchard pour déplacer les militaires en manœuvre. Dans ce projet, le tramway devait passer sur le pont de Pont-de-Ruan… Le début de la Première Guerre mondiale mit fin à cet ambitieux projet[29].

Également, un four à chaux fut acheté comme bien national en 1791, et démoli en 1833. Il en exista un autre construit à la fin du XVIIIe siècle, le grand four intermittent de la Croix Billette. La production de chaux y cessa avant 1866 et il fut affublé en 1857 d’un four à tuiles et à briques. Ces briques rouges (du nom du dernier propriétaire Coullion) peuvent encore aujourd’hui être vues dans les murs de quelques maisons du village. L'entreprise ferma vers 1900.
- Le lavoir toujours existant date de 1907 ; il conserve sa cheminée et sa porte encadrée de briques.
- Parlons aussi de cette curiosité littéraire (1897-1898) se déroulant à Pont-de-Ruan et écrite par Jules Mary : La Pocharde et Les Filles de la Pocharde (œuvres également adaptées au théâtre et au cinéma).

Cette Première Guerre mondiale n’épargna pas le village qui se vida, hommes appelés au front. Le moulin fonctionna grâce à l’énergie et la volonté de la femme du meunier et des femmes du village.
Au cours de la Seconde Guerre mondiale, Pont-de-Ruan fut occupé. Les troupes d’occupation s’installèrent dans la maison de Belle-Croix. Pendant ces quatre années, plusieurs personnes furent arrêtées et déportées sans retour, comme l’instituteur du village Marcel Ballon pour fait de résistance et M. Viguier pour détention de postes-émetteurs. De son côté, Mme Bourne, tenancière de l’hôtel-restaurant du village, cacha pendant de longues semaines et sans se faire prendre, un aviateur américain nommé Steward.
Le 30 août 1944, alors que les troupes d’occupation refluaient vers le Nord et l’Est de la France, trois maquisards tombèrent sur trois Allemands à bicyclette. Deux Allemands se rendirent mais le troisième résista. Il fut tué dans la rixe et son cadavre laissé sur la route principale en sortie de village. Heureusement, trois adolescents du village, Jean Person, Jack Lambert et un certain Ledugne récupérèrent et cachèrent le corps évitant au village un sort probablement identique à celui d’Oradour-sur-Glane en Haute-Vienne ou de Maillé en Indre-et-Loire.
La vingtaine de kilomètres entre Pont-de-Ruan et Tours ainsi que l’absence de route directe préservèrent la croissance démographique du village jusqu’au début des années 1970. En 1968, le nombre d’habitants étant encore équivalent à celui de 1881 (pour rappel : 250 habitants en 1801, 270 en 1851, 323 en 1901, 273 en 1946, 537 en 1993 et 1215 en 2021). À cette époque, le village connaissait encore de nombreux commerces. Le développement du transport individuel, l’amélioration des réseaux de circulation ont considérablement réduit la durée des trajets vers la communauté urbaine de Tours, permettant le développement immobilier du village dont la population a quasiment triplé en 40 ans.
Le village est très régulièrement traversé par des groupes de randonneurs suivant les sentiers balisés par la FFR ; certains ont même la chance d’y voir la fritillaire pintade, magnifique fleur malheureusement en voie d’extinction, donc interdiction formelle de la cueillir! Aujourd’hui, Pont-de-Ruan est essentiellement connue pour sa vue du pont et les 4 moulins dits « de Balzac » à la suite du passage de l’auteur, ainsi que pour ses fameux fromages de chèvre fabriqués à La Cloche d’Or. Et enfin, pour les amoureux du patrimoine français, cette petite commune d’Indre-et-Loire offre un panel intéressant à voir.

## Population et société

### Démographie
L'évolution du nombre d'habitants est connue à travers les recensements de la population effectués dans la commune depuis 1793. Pour les communes de moins de 10 000 habitants, une enquête de recensement portant sur toute la population est réalisée tous les cinq ans, les populations de référence des années intermédiaires étant quant à elles estimées par interpolation ou extrapolation. Pour la commune, le premier recensement exhaustif entrant dans le cadre du nouveau dispositif a été réalisé en 2007.

En 2022, la commune comptait 1 214 habitants, en évolution de +4,93 % par rapport à 2016 (Indre-et-Loire : +1,67 %, France hors Mayotte : +2,11 %).
| 1793 | 1800 | 1806 | 1821 | 1831 | 1836 | 1841 | 1846 | 1851 |
| ---- | ---- | ---- | ---- | ---- | ---- | ---- | ---- | ---- |
| 242  | 272  | 223  | 274  | 268  | 256  | 277  | 258  | 270  |

| 1856 | 1861 | 1866 | 1872 | 1876 | 1881 | 1886 | 1891 | 1896 |
| ---- | ---- | ---- | ---- | ---- | ---- | ---- | ---- | ---- |
| 283  | 278  | 283  | 275  | 310  | 309  | 318  | 305  | 303  |

| 1901 | 1906 | 1911 | 1921 | 1926 | 1931 | 1936 | 1946 | 1954 |
| ---- | ---- | ---- | ---- | ---- | ---- | ---- | ---- | ---- |
| 322  | 285  | 275  | 270  | 284  | 288  | 262  | 273  | 272  |

| 1962 | 1968 | 1975 | 1982 | 1990 | 1999 | 2006 | 2007 | 2012 |
| ---- | ---- | ---- | ---- | ---- | ---- | ---- | ---- | ---- |
| 302  | 308  | 425  | 510  | 536  | 593  | 772  | 797  | 939  |

| 2017  | 2022  | - | - | - | - | - | - | - |
| ----- | ----- | - | - | - | - | - | - | - |
| 1 189 | 1 214 | - | - | - | - | - | - | - |

### Enseignement
Pont-de-Ruan se situe dans l'Académie d'Orléans-Tours (Zone B) et dans la circonscription de Saint Avertin.
L'école primaire accueille les élèves de la commune.

## Culture locale et patrimoine

### Lieux et monuments
L'église de la Sainte-Trinité, bâtie entre le XIe et le XIIIe siècle, est inscrite comme monument historique en 1926.
Les Moulins dits «de Balzac» (à l'entrée de Pont-de-Ruan, à gauche du pont, en venant d’Artannes-sur-Indre). Cités dès 1285, évoqués par l'écrivain dans Le Lys dans la vallée. À gauche, moulin Potard, arrêté en 1961, à droite, moulin Clausset, long déversoir de 1852. Bien qu'accolés au village de Pont-de-Ruan, ces moulins sont sur la commune d'Artannes-sur-Indre.
Le château de Méré, situé très proche de Pont-de-Ruan mais sur la commune d'Artannes-sur-Indre, propriété de Jean-Louis Courier, père de Paul-Louis Courier, au XVIIIe siècle, est acquis en 1774 par Jean-Marie Landriève des Bordes, secrétaire honoraire du roi et commissaire de marine. Il passe ensuite à son fils, Antoine-Gilles, rentré d'émigration sous le Consulat et maire d'Artannes-sur-Indre sous la Restauration. Honoré de Balzac y rencontra Caroline Landriève des Bordes, fille d'Antoine-Gilles et veuve du baron Piter Deurbroucq, qu'il eut le projet d'épouser en 1832, et où il allait trois fois par semaine, à pied, s'enquérir d'elle. Le domaine passe par la suite à Gustave de Cougny en 1841, puis au banquier Alexandre Goüin en 1844. Alors propriété du banquier Goüin, Balzac continua d'y passer des séjours,
Le Manoir de l'Alouette XVIe siècle (route de Pont-de-Ruan mais sur la commune d'Artannes-sur-Indre - ). Deux tourelles en encorbellement. Évoqué par Balzac dans Le Curé de Tours et dans Les Deux Amis.
La maison du Bol de lait, à droite du précédent manoir, où Balzac s'est arrêté en 1830 pour se détendre de sa marche et effectivement y boire un bol de lait offert par la mère Martin elle est décrite dans Le médecin de campagne.
En reprenant la route d'Azay-le-Rideau par la rive nord de l'Indre, se trouve le manoir de Vonnes immortalisé par Balzac sous le nom de château de Clochegourde dans Le Lys dans la vallée. À l'origine, c'est un fier connu dès 1108 comme appartenant à Gabriel de Vonnes. Le bâtiment actuel a été construit en 1610 par Horace Desjardins, maire de Tours et contrôleur général des guerres. Au début du XXe siècle, le château de Vonnes laissé à l'abandon était devenu une simple ferme. Jean de Montlivault entreprend sa restauration à partir de 1939 et il est classé à l'inventaire en 1943. Le lieu privé et dans la même famille depuis 1735.[réf. nécessaire]
Le lieu-dit et hameau de l’Auberdière, dans un vallon pittoresque à moins d’un kilomètre du manoir de Vonnes. Ce hameau est partagé aujourd’hui entre les communes d’Artannes-sur-Indre et de Pont-de-Ruan.
Le prieuré Notre-Dame de Relay. C'est vers 1100 que Payen de Mirebeau, seigneur de Montbazon, désirant sauver son âme, dicta à son clerc la charte suivante: "Moi, Payen de Mirebel, donne et cède à Dieu, à la bienheureuse Vierge Marie et aux moniales de Fontevraud toute ma terre de Relay et cela si absolument que ni moi, ni ma femme, ni mes fils Jean, Geoffroy et Archambault ne puissent y avoir jamais aucun recours...". Les bâtiments subsistants sont devenus des granges et des habitations. L'ancienne église prieurale et le portail sont inscrits au titre des monuments historiques par arrêté du 7 août 1930 et l'ensemble des vestiges du prieuré par arrêté du 30 juin 2022.
La motte dite de «Château-Robin». Elle est située sur le rebord d'un plateau, au sommet d'une falaise abrupte, dominant d'une trentaine de mètres la vallée de l'Indre. À une dizaine de mètres sous la motte a été aménagé dans la falaise un souterrain qui se développe sur quatre niveaux jusqu'à la route actuel et la rivière. La motte est entourée de deux fossés larges et profonds et d'un très grand vallum demi-circulaire. La motte ne mesure qu'une quinzaine de mètres de diamètre, alors que l'ensemble de l'espace fortifié présente un diamètre de 80 mètres.

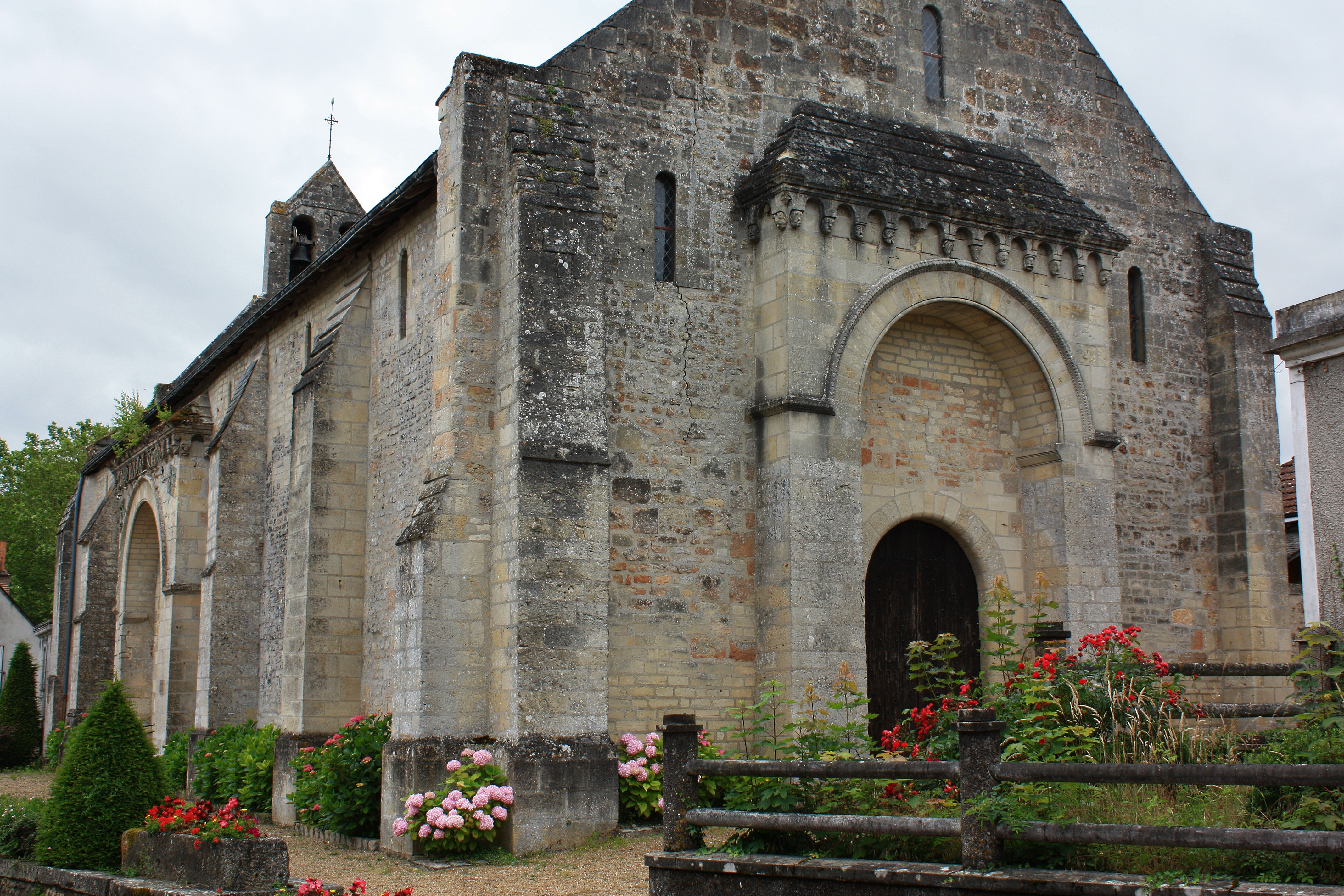
Église Sainte-Trinité vue du Nord-Ouest.
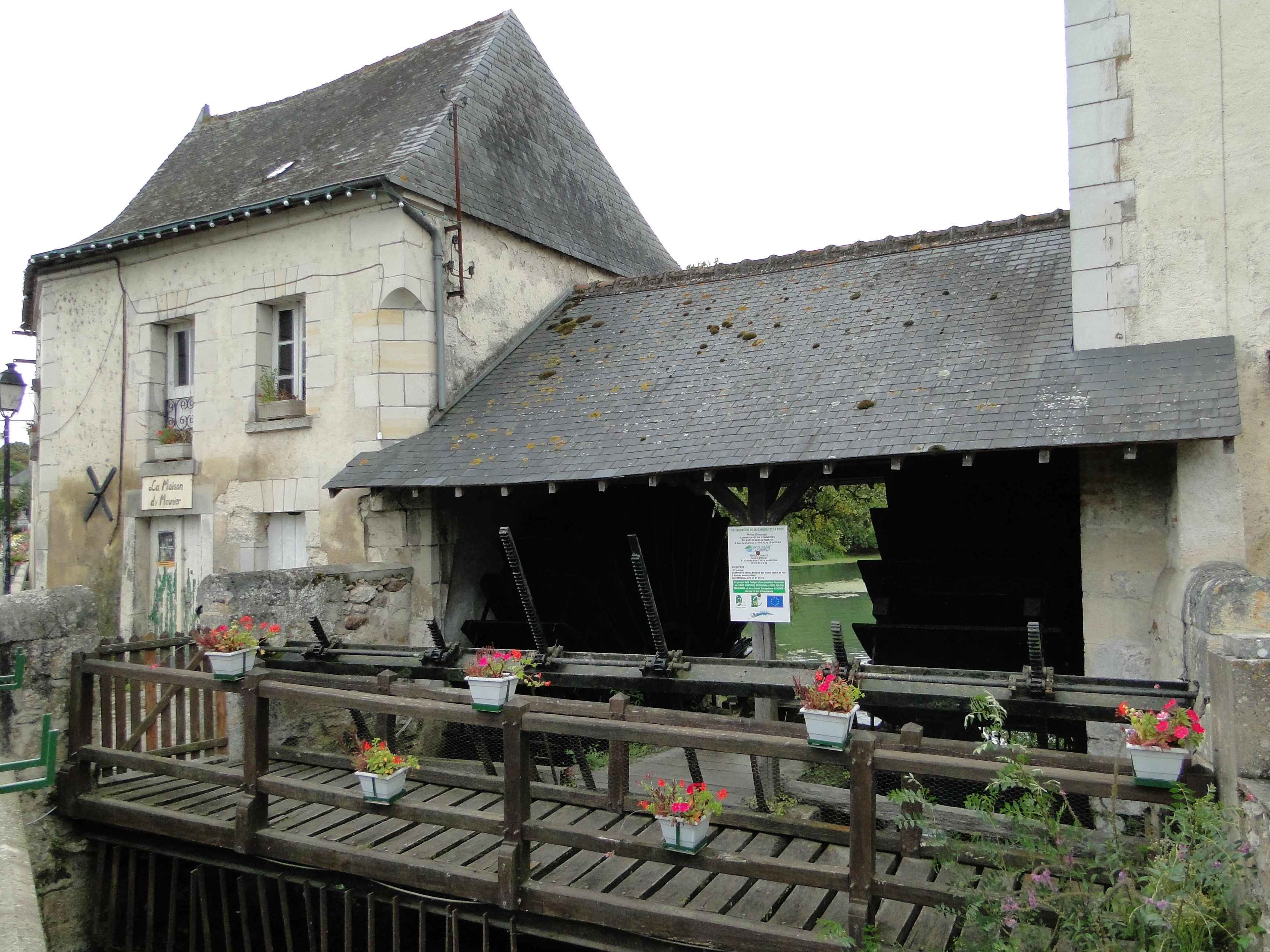
Les Moulins Lambert.
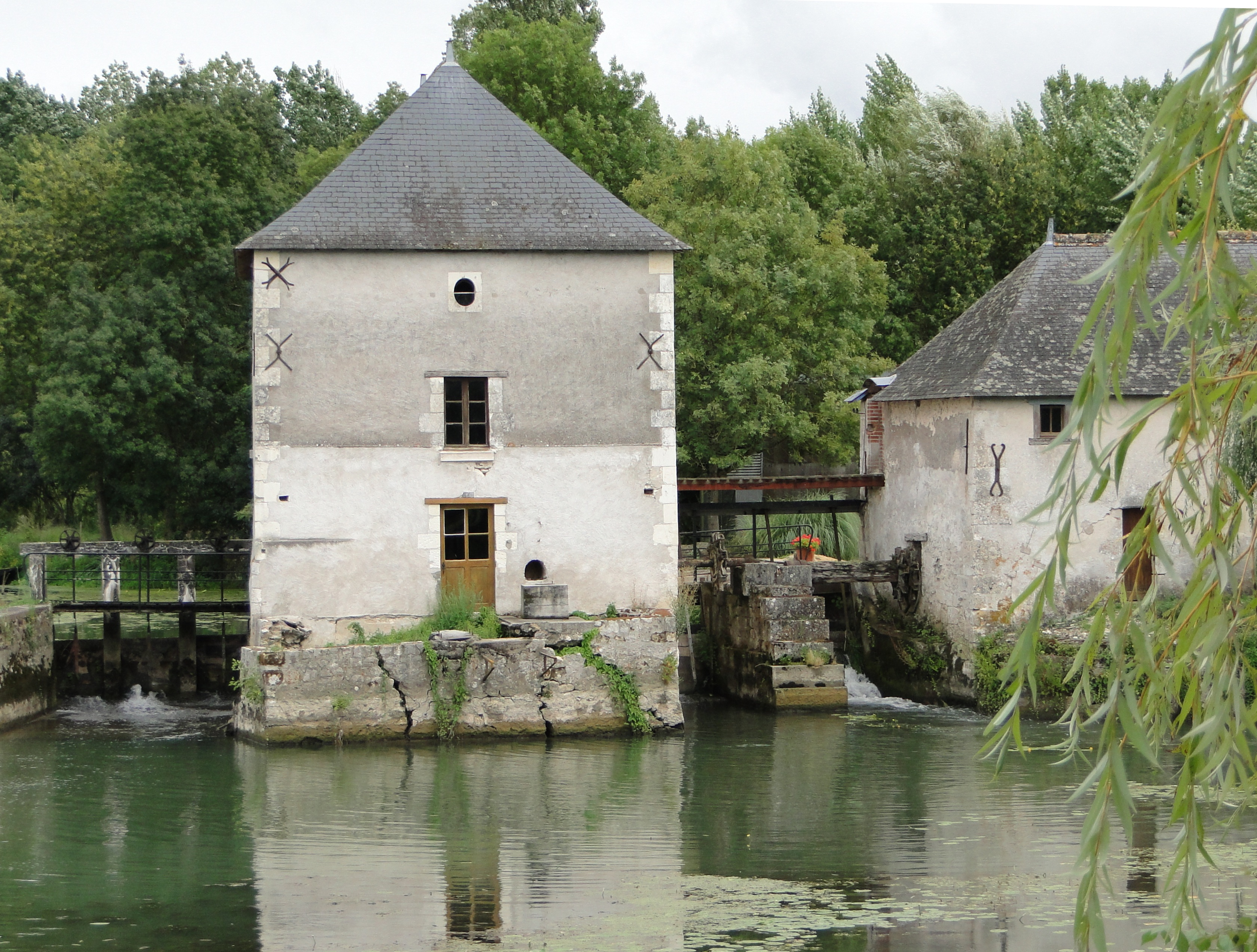
Le Moulin Potard, un peu en amont du premier (situé administrativement sur la commune voisine d'Artannes sur Indre).
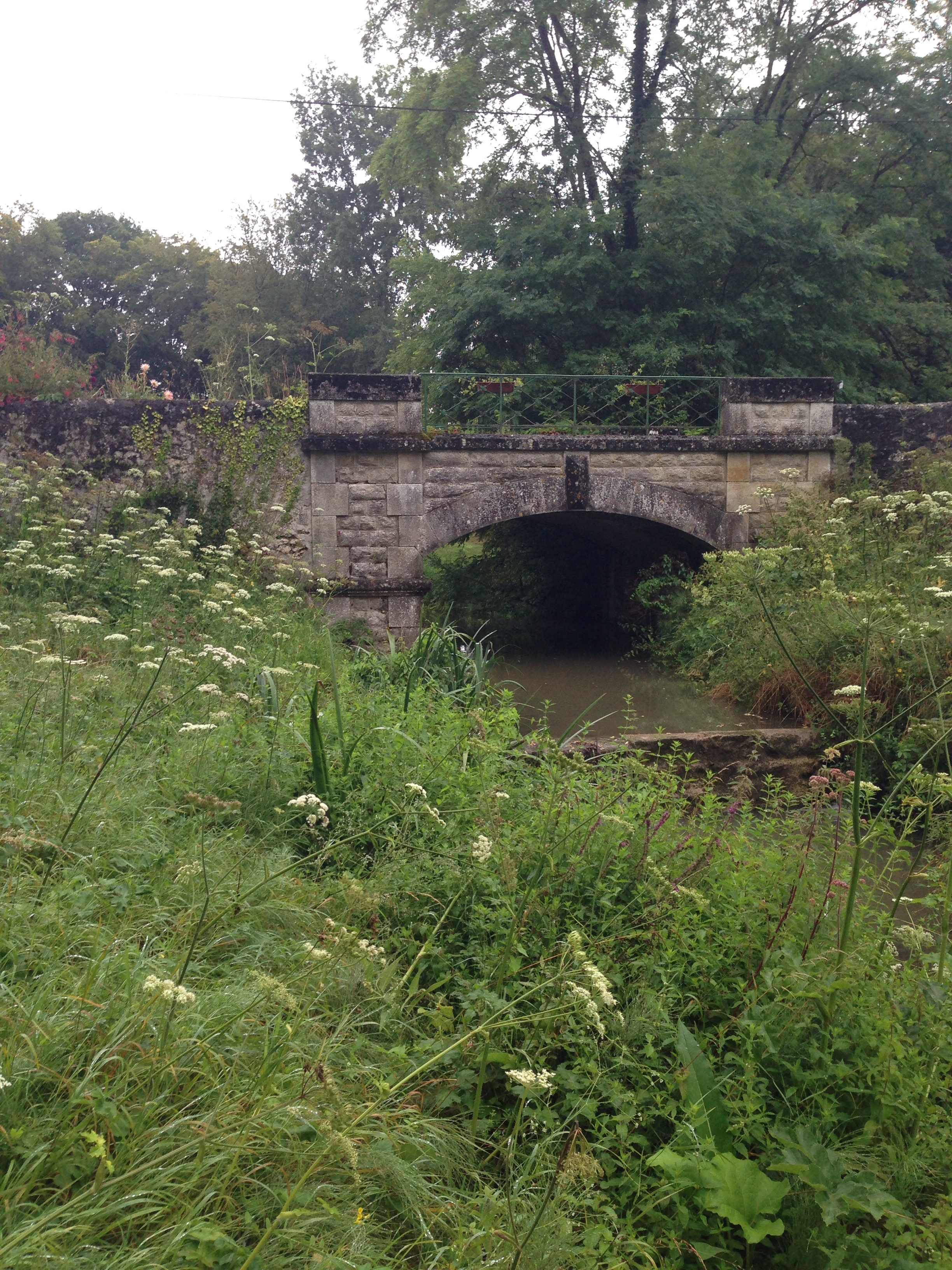
Le vieux pont du fief de l'Auberdière, enjambant le Taureau, avec son lavoir.
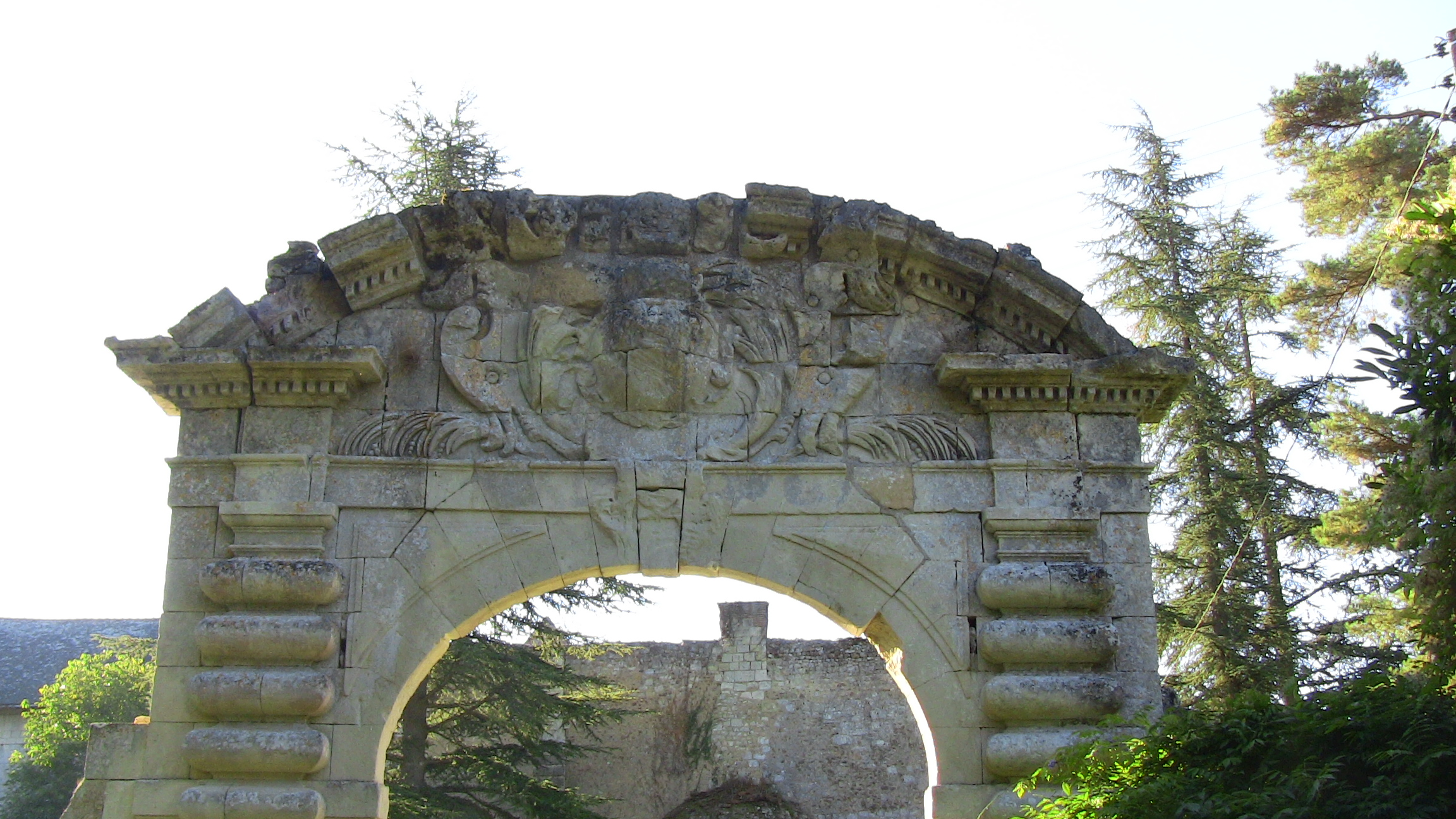
Le Porche d'entrée du Prieuré Notre-Dame de Relay.
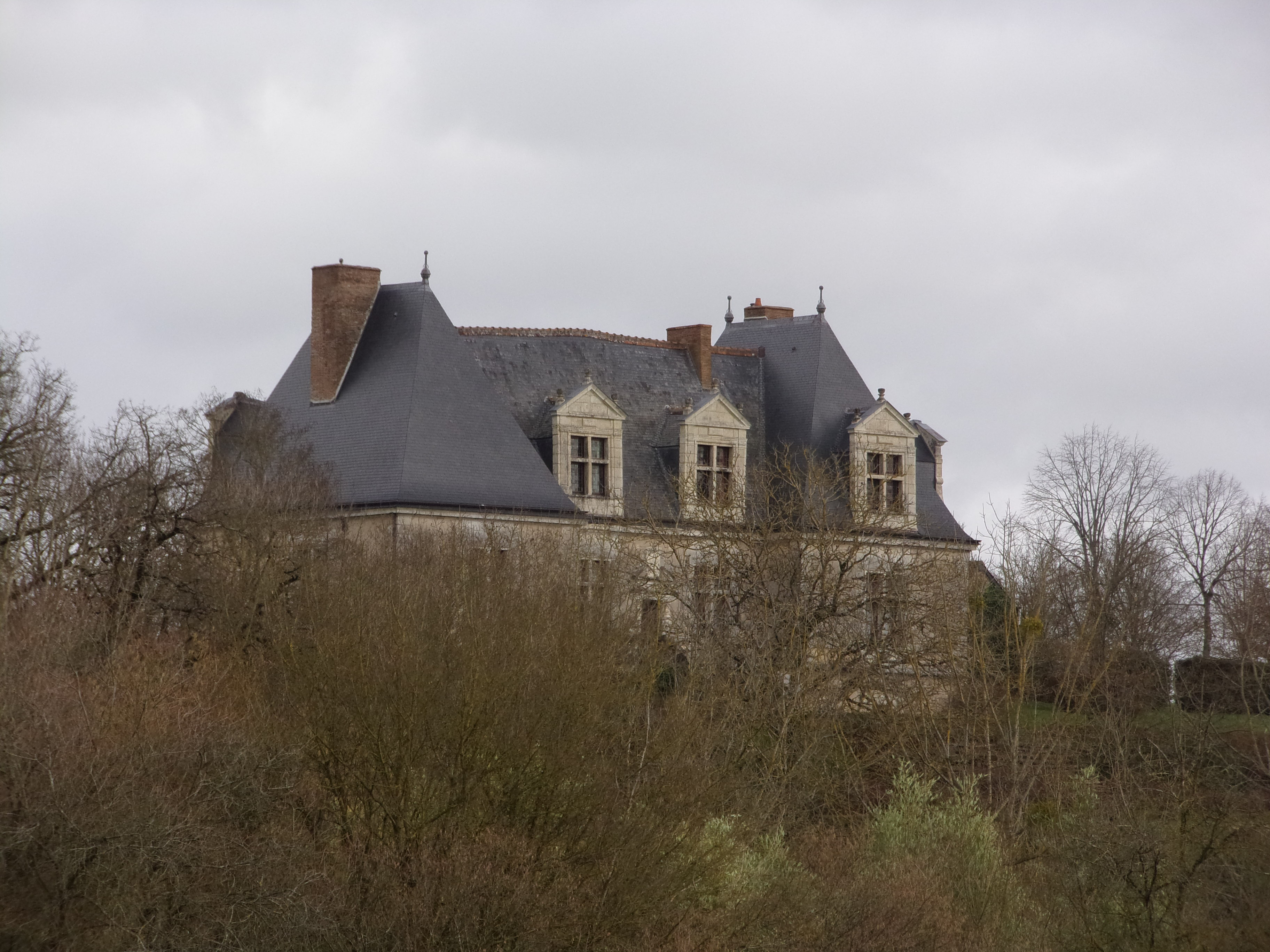
Le Manoir de Vonnes.

### Personnalités liées à la commune
- Honoré de Balzac en vante les charmes dans Le Lys dans la vallée, (1836) : « Voilà le village du Pont-de-Ruan, joli village surmonté d'une vieille église pleine de caractère, une église du temps des croisades, et comme les peintres en cherchent pour leurs tableaux[38]. »
- Ernest Houssay, connu sous le pseudonyme d'Abbé Julio, fut curé de cette paroisse durant quelque temps. C'est ici que dans le grenier de l'ancien presbytère, il trouva un vieux bénédictional d'où il puisa les nombreuses prières qu'il publia dans ses livres.